# 프러데인
프러데인(중세 웨일스어: Prydein [prədein], 웨일스어: Prydain)은 웨일스어로 브리튼을 의미하는 말이다. 
중세 웨일스에서는 브리튼 섬을 의미하는 라틴어 이름 알비온을 쓰지 않고 프러데인이라고 불렀다. 보다 정확히 말하자면, 브리튼에서 브리튼인이 사는 지역, 즉 칼레도니아 이남 지역(오늘날의 잉글랜드+웨일스)을 프러데인이라고 했다. 한편 로마 장벽 너머의 종족, 즉 픽트인은 브리수어르(웨일스어: Brithwyr)라고 했고, 픽트인이 사는 칼레도니아 이북 지역은 프러던(웨일스어: Prydyn)이라고 했다.
중세 웨일스어 문헌에서는 "브리튼 섬"이라는 뜻으로 어너스 프러데인(웨일스어: Ynys Prydein), 또는 어너스 브러데인(웨일스어: Ynys Brydein)이라는 말이 등장한다. 이름은 "섬"이라고 하지만, 앞에서 말한 것과 같이 칼레도니아 이남 지역만 가리키는 의미로 더 많이 쓰였다. 프러데인섬의 삼제시를 이런 맥락에서 이해할 수 있다. 현대 웨일스어에서 "어너스"는 "섬"이라는 뜻이지만, 중세 웨일스어에서는 "땅"이나 "영토"를 의미하기도 했다(cf. 라틴어: insula 인술라[*]).
프러데인이라는 말은 중세 웨일스어 문헌들에서 수없이 등장한다. 그 중 가장 유명한 것이 탈리에신의 서에 수록된 시 프러데인의 예언이다.

## 같이 보기
- 웨일스의 역사